# 新井真悟
新井 真悟（あらい しんご、2004年11月17日 - ）は、日本の俳優、元子役。クラージュ所属。
身長173cm。

## 出演作品

### テレビドラマ
- 土曜ドラマ（日本テレビ）
  - ゴーストママ捜査線〜僕とママの不思議な100日〜（2012年）
  - 掟上今日子の備忘録 第1話（2015年） - 隠館厄介
  - ウチの夫は仕事ができない（2017年）
  - 35歳の少女（2020年）
- カスペ! / ちびまる子ちゃん（2013年、フジテレビ） - 山田笑太
- 大河ドラマ / 軍師官兵衛（2014年、NHK） - 櫛橋定重
- 連続テレビ小説 / 花子とアン（2014年、NHK）
- 金曜ナイトドラマ / サムライせんせい（2015年、テレビ朝日）
- 相棒14 第16話（2016年、テレビ朝日） - 杉下右京（幼少期）
- 連続ドラマW / 沈まぬ太陽（2016年、WOWOW） - 恩地克己
- メディカルチーム レディ・ダ・ヴィンチの診断 第8話（2016年、フジテレビ）
- 動物戦隊ジュウオウジャー 第40話（2016年、テレビ朝日） - ジュン
- 三匹のおっさん3〜正義の味方、みたび!!〜（2017年、テレビ東京） - 渡辺トオル
- 金曜ドラマ / 石子と羽男-そんなコトで訴えます?-（2022年、TBS） - 昭一
- 生理のおじさんとその娘（2023年、NHK総合） - 男子生徒
- 土曜プレミアム / 世にも奇妙な物語 冬の特別編 「第1回田中家父親オーディション」（2024年、フジテレビ） - 山本大地

### テレビ番組
- 最終警告!たけしの本当は怖い家庭の医学（テレビ朝日）
- オモクリ監督 〜O-Creator's TV show〜（フジテレビ）
- 天才!志村どうぶつ園（日本テレビ）
- 秘密のケンミンSHOW（日本テレビ）
- 幸せ!ボンビーガール 再現VTR（日本テレビ）
- THE突破ファイル VTR（日本テレビ） - 高校生

### 映画
- コドモ警察（2013年、東宝映像事業部）
- 交換ウソ日記（2023年、松竹） - 男子生徒

### CM
- バンダイ 「光るパジャマ」
- ブシロード フューチャーカード バディファイト
- 永谷園 「そうらーめん」
- ユニクロ
- 不二家 「ハートチョコレート／ハートに届くよ」篇
- P&G レノア超消臭 香り控えめ 新登場
- 日本マクドナルド スパイシーチキンマックナゲット 黒胡椒ガーリック「先生の感想」篇

### WEB
- 栄光ゼミナール
- IKEA
- ローソン 「パリチキ ピコ太郎 2000万個突破」
- アイシティ ecoプロジェクト「High School Days -ハイスクールデイズ-」

### VP
- オリックス不動産 住吉扇橋マンション

### DVD
- コロコロイチバン! 付録DVD「テンカイナイト」（2014年、小学館）

### 雑誌
- 夏休みこどもとあそぼ

### その他
- ソーラーフロンティア
- 東芝未来科学館内VTR